# کفتاردندان
کفتاردندان یا هاینودون (نام علمی: Hyaenodon) یک سرده منقرض‌شده از پستانداران گوشت‌خوار و همچنین سرده شاخص خانواده کفتاردندانان است که میان اواخر ائوسن تا میانه میوسن در آمریکای شمالی، اوراسیا و آفریقا می‌زیست.

## طبقه‌بندی
به طور سنتی کفتاردندان و بسیاری از پستانداران درنده نخستین در راسته‌ای بزرگ به نام گوشت‌دندان‌سانان طبقه‌بندی می‌شوند. امروزه بیشتر مطالعات نشان می‌دهند که این آرایه نه یک راسته حقیقی بلکه یک گروه چندنیا است.

## توصیف

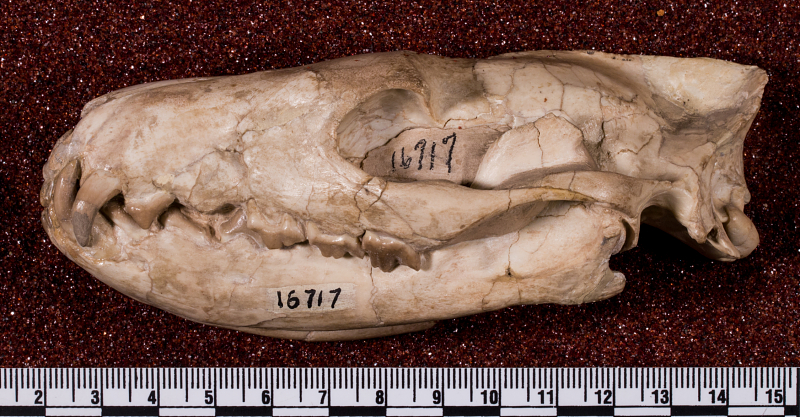
جمجمه کفتاردندان چلیپایی

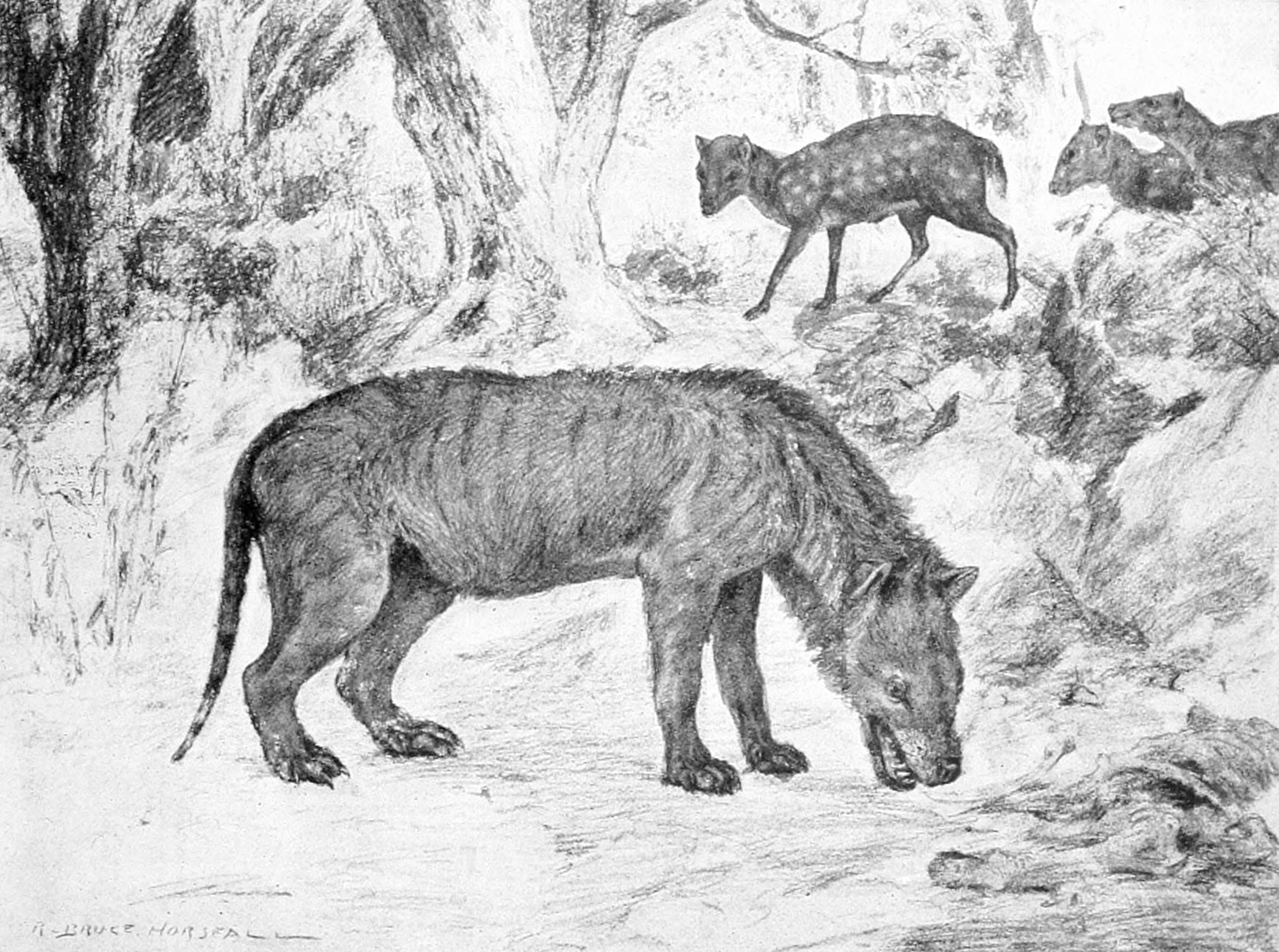
بازسازی کفتاردندان هولناک

برخی از گونه‌های این سرده بزرگ‌ترین پستانداران گوشت‌خوار خشکی‌زی در زمان خود بودند. در مقابل برخی گونه‌های دیگر به کوچکی سمور بودند. بقایای بیشتر گونه‌های کفتاردندان تا کنون در آمریکای شمالی، اروپا و آسیا کشف و شناسایی شده‌است.
مانند بسیاری از انواع پستانداران گوشت‌خوار اولیه کفتاردندان نیز جمجمه‌ای بسیار بزرگ و در عین حال مغزی کوچک داشت. جمجمه به طور کلی بلند و باریک بود و در مقایسه با گوشت‌خوارسانان امروزی بسیار بزرگ‌تر بود. گردن از جمجمه کوتاه‌تر بود، در حالی که بدن طولانی و تنومند بود و به یک دم بلند ختم می‌شد. وزن متوسط افراد بالغ در گونه کفتاردندان هولناک بزرگ‌ترین گونه این سرده در آمریکای شمالی حدود ۴۰ کیلوگرم بود و احتمالاً وزن بزرگ‌ترین افراد این گونه از ۶۰ کیلوگرم تجاوز نمی‌کرد. کفتاردندان غول‌پیکر بزرگ‌ترین گونه این سرده بسیار بزرگ‌تر بود و حدود ۳ متر طول و ۵۰۰ کیلوگرم وزن داشت. گونه‌های ابتدایی مربوط به آمریکای شمالی عهد الیگوسن حدود ۱۰ تا ۲۵ کیلوگرم وزن داشته‌اند. دو گونه کفتاردندان کوچک‌دندان و کفتاردندان موستلینوس از آمریکای شمالی اواخر ائوسن از این هم کوچک‌تر بودند و احتمالاً حدود ۵ کیلوگرم وزن داشتند.

## دندان‌بندی
مطالعه بر روی نمونه‌های نابالغ کفتاردندان نشان می‌دهند که این جانور دارای یک روش غیرمعمول جایگزینی دندان بوده‌است. ۳ تا ۴ سال طول می‌کشید تا دندان‌های دائم کاملاً جایگزین دندان‌های شیری شوند که این خود نشان دهنده دوره طولانی رسیدن به سن بلوغ است. در گونه‌های آمریکای شمالی اولین دندان دائمی در فک بالا از نوع دندان‌های آسیاب کوچک قبل از اولین دندان دائمی فک بالا از نوع دندان‌ها آسیاب بزرگ در می‌آمد در حالی که بررسی گونه‌های اروپایی حالت عکس این را نشان می‌دهند.